# Ursula Summ
Ursula Summ (* 27. März 1947 in Hofheim am Taunus) ist eine deutsche Autorin von Kochbüchern.
Summ stieß Ende der 1970er Jahre aus gesundheitlichen Gründen auf die Methode der Hayschen Trennkost. Darauf aufbauend entwickelte sie die Summ-Trennkost. Sie publiziert Diätbücher mit Rezepten, die sich mit der von den Ärzten Ludwig Walb und William Howard Hay empfohlenen Ernährungsweise decken. Ihre Ernährungsratgeber wurden in zehn Sprachen übersetzt und mehr als fünf Millionen Mal (Stand 2013) verkauft.

## Veröffentlichungen (Auswahl)
- Trennkost: die bewährten Vollwert-Rezepte. Falken-Verlag, Niedernhausen 1988, ISBN 3-8068-4298-1.
- Schlankwerden und Schlankbleiben durch Trennkost. Haug, Heidelberg 1983, ISBN 3-7760-0735-4.
- Das grosse Buch der Trennkost: gesund und schlank nach Dr. Hay. Falken-Verlag, Niedernhausen 1992, ISBN 3-8068-4498-4.
- Der Trennkost-Doktor. Wie Sie mit Trennkost Krankheiten und Beschwerden lindern können. Knaur, München 2008, ISBN 978-3-426-64822-3.
- Trennkost vegetarisch, Bassermann Verlag, München 2011, ISBN 978-3-8094-2862-6